# Guibourtia tessmannii
Espèce
Classification phylogénétique
Guibourtia tessmannii est une espèce de plantes à fleurs de la famille des Fabaceae. C'est un arbre présent du sud-est du Nigeria jusqu’en Angola. On le trouve surtout au Cameroun, en Guinée équatoriale et au Gabon. Connu sous le nom de bubinga ou de kevazingo, il est utilisé comme bois d’œuvre, pour l'ameublement et en médecine traditionnelle. Elle est une des 13 espèces africaines du genre Guibourtia à haute valeur commerciale.

## Description
Guibourtia tessmannii est un arbre d'une taille pouvant atteindre 40 m de haut. Son tronc est droit et cylindrique atteignant 200 cm de diamètre. Son écorce écailleuse est gris verdâtre. Ses feuilles composées sont disposées en spirale. Son fruit est une gousse ellipsoïde légèrement aplatie qui contient 1 à 2 graines d’environ 1,5 cm de long. Son bois est dur, résistant et lourd avec une densité de 860–930 kg/m3 à 12% d’humidité.

## Usages
Dans la médecine traditionnelle en Afrique, ses écorces, feuilles ou fruits servent dans le traitement de la gonorrhée, du paludisme, de l’hypertension, de la fièvre typhoïde, des hémorroïdes, du cancer, des maladies sexuellement transmissibles, de l’hépatite, des vers intestinaux, de la fertilité féminine, comme antiseptique et pour réduire les avortements. Au Cameroun, les écorces sont aussi utilisées comme composants pour la fabrication des pesticides biologiques dans la lutte contre la pourriture des cabosses du cacao.